# Liang Bua
Liang Bua es el nombre de una cueva de piedra caliza en la isla de Flores, en Nusa Tenggara occidental, parte del país asiático de Indonesia. Se trata del sitio donde se produjo el descubrimiento en 2003 de una especie potencialmente nueva del género Homo, el Homo floresiensis, cuyos restos están codificados como LB1, LB2, etc, por el nombre de la cueva. Hasta el momento es el único lugar que permanece tal y como estaba cuando fueron identificados.